# 4. Garde-Regiment zu Fuß
Das 4. Garde-Regiment zu Fuß war ein Garderegiment der Preußischen Armee.

## Geschichte
Der Verband wurde am 5. Mai 1860 aus den Garde-Landwehr-Stammbataillonen „Berlin“, „Magdeburg“ und „Cottbus“ des 2. Garde-Landwehr-Stammregiments sowie Abgaben des 2. Garde-Regiments zu Fuß errichtet. Es trug kurze Zeit den Namen 2. Kombiniertes Garde-Infanterie-Regiment, wurde jedoch schon zwei Monate nach seiner Aufstellung in 4. Garde-Regiment zu Fuß umbenannt. Zunächst garnisonierte es in Spandau und war ab 14. August 1893 in Berlin-Moabit (Rathenower Straße) untergebracht.
Es trug den Spitznamen „Die Moabiter Veilchen“.
Am 11. August 1893 wurde ein IV. Bataillon aufgestellt, aber bereits durch A.K.O. vom 31. März 1897 wieder aufgelöst. Am 1. Oktober 1911 wurde das Regiment um eine MG-Kompanie erweitert.

### Deutsch-Dänischer Krieg 1864
Während des Deutsch-Dänischen Krieges nahm das Regiment an der Einschließung von Fredericia und am Sturm auf die Düppeler Schanzen teil. Es hatte dabei 171 Mann an Gefallenen, Verwundeten und Verstorbenen zu verzeichnen.

### Deutscher Krieg 1866
- Mechterstedt 24. Juni 1866
- Seybothenreuth 29. Juli 1866
- Königgrätz 3. Juli 1866

Das Regiment sollte im Deutschen Krieg eigentlich als Besatzungstruppe eingesetzt werden, wurde dann jedoch dem II. Reserve-Armee-Korps unterstellt.

### Deutsch-Französischer Krieg 1870/71
Im Krieg gegen Frankreich war das Regiment der 2. und der Maas-Armee unterstellt. Es nahm am 18. August 1870 an der Schlacht bei St. Privat sowie am 1. September 1870 an der Schlacht bei Sedan teil. Anschließend kam es bei der Belagerung von Paris zum Einsatz.
Insgesamt hatte der Verband während dieses Krieges 620 Mann an Gefallenen, Verwundeten und Verstorbenen zu beklagen.

### Boxeraufstand 1900
Anlässlich der Niederschlagung des Boxeraufstandes meldeten sich vier Offiziere, sechs Unteroffiziere und 43 Mann des Regiments freiwillig zum Dienst nach China.

### Aufstand der Herero und Nama 1904/08
Auch an der Niederschlagung des Aufstandes der Herero und Nama nahmen Freiwillige des Regiments teil.

### Erster Weltkrieg
Nach der Mobilmachung im Ersten Weltkrieg am 2. August 1914 nahm das Regiment zunächst am Einmarsch in das neutrale Belgien am 12. August 1914 teil. Daran schloss sich am 26. August 1914 der weitere Marsch nach Frankreich an. Dort kämpfte es in den Schlachten an der Marne, bei St. Quentin sowie in der Champagne. Nach Stellungskämpfen verlegte der Verband am 19. April 1915 an die Ostfront und kam in der Schlacht von Gorlice-Tarnów zum Einsatz. Mitte September 1915 verlegte es nach Frankreich zurück, lag in Stellungskämpfen und nahm an der Schlacht an der Somme teil.
- Verlegung nach Ostgalizien 2. Juli 1917

- Verlegung nach Frankreich 12. Oktober 1917
  - Deutsche Frühjahrsoffensive 1918
  - Schlacht an der Marne

Die Gefechtsstärke des Regiments betrug am 1. Oktober 1918 nur noch ca. 150 Mann.

### Verbleib
Nach Kriegsende begann am 17. November 1918 der Abzug aus Frankreich. Die Reste des Regiments kehrten daraufhin nach Berlin zurück, wo vom 14. bis 21. Dezember 1918 die Demobilisierung erfolgte und der Verband schließlich am 6. Juni 1919 aufgelöst wurde.
Am 24. Dezember begann man aus ehemaligen Angehörigen das Freiwilligen-Regiment Reinhard zu bilden, das sich dann gegen den Spartakusaufstand stellte und bei den Berliner Märzkämpfen eingesetzt wurde. Das Freikorps wurde am 6. Juni 1919 als Stab und I. Bataillon in das Reichswehr-Infanterie-Regiment 29 übernommen.
Die Tradition übernahm in der Reichswehr durch Erlass des Chefs der Heeresleitung General der Infanterie Hans von Seeckt vom 24. August 1921 die 10. Kompanie des 9. (Preußisches) Infanterie-Regiments fort.

## Kommandeure
| Dienstgrad            | Name                                   | Datum                                                      |
| --------------------- | -------------------------------------- | ---------------------------------------------------------- |
| Oberstleutnant/Oberst | Ludwig von Korth                       | 01. Juli 1860 bis 20. November 1864                        |
| Oberstleutnant/Oberst | Leo von der Osten-Sacken               | 21. November 1864 bis 6. Juli 1868                         |
| Oberst                | Gustav von Neumann                     | 07. Juli 1868 bis 2. Juni 1871                             |
| Oberstleutnant        | Wilhelm von Grolman                    | 20. Juni bis 3. November 1871 (mit der Führung beauftragt) |
| Oberstleutnant/Oberst | Wilhelm von Grolman                    | 04. November 1871 bis 17. Mai 1876                         |
| Oberst                | Albrecht von Sanitz                    | 18. Mai 1876 bis 14. Mai 1881                              |
| Oberst                | Waldemar von Roon                      | 15. Mai 1881 bis 7. Juli 1883                              |
| Oberst                | Hermann von Lettow-Vorbeck             | 07. Juli 1883 bis 25. März 1885                            |
| Oberst                | Robert von Unger                       | 26. März 1885 bis 3. Dezember 1886                         |
| Oberst                | Hermann von Wilczeck                   | 04. Dezember 1886 bis 5. April 1889                        |
| Oberstleutnant/Oberst | Ludwig Böcklin von Böcklinsau          | 06. April bis 21. Mai 1889 bis 29. März 1892               |
| Oberst                | Julius Heinrich von Gemmingen-Steinegg | 29. März 1892 bis 26. Januar 1894                          |
| Oberst                | Karl von Bülow                         | 27. Januar 1894 bis 5. Februar 1897                        |
| Oberstleutnant/Oberst | Konrad Ernst von Goßler                | 06. Februar 1897 bis 17. April 1900                        |
| Oberst                | Alfred von Haugwitz                    | 18. April 1900 bis 17. Dezember 1901                       |
| Oberst                | Albert von Lüdinghausen gen. Wolff     | 18. Dezember 1901 bis 23. Oktober 1903                     |
| Oberst                | Ewald von Lochow                       | 24. Oktober 1903 bis 12. Dezember 1906                     |
| Oberst                | Alfred von Larisch                     | 13. Dezember 1906 bis 30. Juli 1908                        |
| Oberst                | Konstantin Schmidt von Knobelsdorf     | 31. Juli 1908 bis 26. Januar 1911                          |
| Oberst                | Erich von Falkenhayn                   | 27. Januar 1911 bis 19. Februar 1912                       |
| Oberst                | Walter von Hülsen                      | 20. Februar 1912 bis 3. Juli 1914                          |
| Oberst                | Engelbert von dem Busch                | 04. Juli 1914 bis 30. Mai 1915                             |
| Oberst                | Wilhelm Reinhard                       | 01. Juni 1915 bis 6. Februar 1919                          |

## Fahnen
Die Fahnen des Regiments bestanden aus weißem quadratischen Seidentuch mit der Seitenlänge vier Fuß und sechs Zoll. In der Mitte befand sich der Schriftzug „Pro Gloria et Patria“ in Gold sowie ein schwarzer preußischer Adler umgeben von Lorbeer und mit einer goldenen Krone gekrönt. An den vier Seiten befanden sich je eine goldene, flammende Granate und in den Ecken jeweils der königliche Namenszug „FWR“, umgeben von grün-silbernem Lorbeer. Jedem Bataillon wurde gemäß A.K.O vom. 15. Oktober 1860 eine solche Fahne verliehen, dieselben wurden am 18. Januar 1861 in Berlin geweiht.

## Trivia
Zu den 1906 von Wilhelm Voigt, dem „Hauptmann von Köpenick“, getäuschten Soldaten gehörten sechs dem 4. Garde-Regiment zu Fuß an, vier weitere dem Garde-Füsilier-Regiment.